# Dlhá Lúka (Bardejov)
Dlhá Lúka, někdy také Dlhá Lúka nad Topľou, je vesnice na Slovensku v okrese Bardejov. Byla zmiňována už v roce 1351 a roku 2001 měla 1 594 obyvatel. Původně samostatná obec je od roku 1971 součástí města Bardejov.